# مرگ گرگها
مرگ گرگ‌ها فیلمی به کارگردانی و نویسندگی جهانگیر جهانگیری ساختهٔ سال ۱۳۶۴ است.

## بازیگران
- رسول توکلی
- محمد ابهری
- محمود پیراسته
- داوود رحمتی
- حسین بازمانده
- محمد شاه نظری
- حبیب بابایی
- جعفر جهانگیری
- حسین نصیری خواه
- محمد شعبانی
- حبیب حمزه ئیان
- احمد فهیما
- رضا امینیان
- محمد زینعلی
- مرتضی آسمانی
- محمد کامیاب
- مهدی ترابی
- مهدی ملک پور
- هادی ملک پور
- حسین تهرانی
- علیرضا ثانی‌فر